# Säby landskommun, Västmanland
För andra landskommuner med detta namn, se Säby.
Säby landskommun var en kommun i Västmanlands län.

## Administrativ historik
Kommunen bildades 1863 i Säby socken i Snevringe härad i Västmanland. 
Vid kommunreformen 1952 inkorporerades kommunen i Kolbäcks landskommun.